# Cees ten Cate
Caesar Herman ("Cees") ten Cate (Ngawi, Nederlands-Indië, 20 augustus 1890 – Amsterdam, 9 juni 1972) was een Nederlands voetballer die uitkwam voor Koninklijke HFC uit Haarlem. Ten Cate won brons op de Olympische Spelen van 1912 in Zweden met het Nederlands elftal.
Ten Cate werd geboren in Ngawi (provincie Jawa Timur) in Nederlands-Indië, maar verhuisde al snel naar Nederland vanwege zijn voetbalcarrière. Op de Olympische Spelen speelde hij als midvoor tegen Zweden (4-3), Oostenrijk (3-1) en Denemarken (1-4). Hij scoorde op het olympische toernooi eenmaal. Dat was het derde doelpunt tegen Oostenrijk.
Van beroep was hij secretaris van de Deli Maatschappij in Medan. Hij overleed op 81-jarige leeftijd te Amsterdam.